# Szarbel Makhlouf
Szarbel Machluf (transliteracja z ar. شربل مخلوف), właściwie Jusuf Antun Machluf (transliteracja z ar. يوسف أنطون مخلوف; ur. 8 maja 1828 w Bika Kafra, zm. 24 grudnia 1898 w Annaja) − duchowny maronicki, mnich i pustelnik, święty Kościoła katolickiego. Przez wiernych określany jako „święty Bogiem upojony”.

## Życiorys
Urodził się w ubogiej rodzinie chrześcijańskiej w Bika Kafra w północnym Libanie. Na chrzcie otrzymał imię Jusuf. Już jako dziecko odznaczał się wielką pobożnością, zamiłowaniem do modlitwy i samotności. W wieku 23 lat wstąpił do maronickiego klasztoru św. Marona w miejscowości Annaja, gdzie otrzymał zakonne imię Szarbel. Po odbyciu studiów teologicznych w klasztorze w Kafifan i otrzymaniu święceń kapłańskich, wrócił do klasztoru św. Marona, gdzie przebywał do 1875 roku. W tym też roku ojciec Szarbel przeniósł się do znajdującej się w pobliżu klasztoru pustelni pod wezwaniem świętych Piotra i Pawła. Żyjąc w odosobnieniu, prowadził niezwykle ascetyczny tryb życia, poszcząc i umartwiając się, większość czasu spędzając na modlitwie i praktykach religijnych. W pustelni spędził ostatnie 23 lata swego życia. 16 grudnia 1898 roku podczas odprawiania mszy świętej dostał udaru mózgu. Zmarł w Wigilię Bożego Narodzenia – 24 grudnia 1898 roku. Został pochowany na klasztornym cmentarzu. Zgodnie z zakonną tradycją niezabalsamowane ciało ubrane w habit zostało złożone w grobie bez trumny.

## Kult pustelnika

### Wydarzenia po śmierci ojca Szarbela
Po pogrzebie ojca Szarbela miało miejsce niezwykłe zjawisko. Nad jego grobem pojawiła się niezwykła, jasna poświata, utrzymująca się przez wiele tygodni. Łuna ta spowodowała, że do grobu pustelnika zaczęły przychodzić co noc rzesze wiernych i ciekawskich. Gdy po kilku miesiącach zaintrygowane wydarzeniami władze klasztoru dokonały ekshumacji pochówku, okazało się, że ciało ojca Szarbela jest w doskonałym stanie, zachowało elastyczność i temperaturę ciała osoby żyjącej oraz wydzielało ciecz określaną przez świadków jako pot i krew. Po umyciu i przebraniu zwłoki zostały złożone w drewnianej trumnie i umieszczone w klasztornej kaplicy. Mimo usunięcia wnętrzności i osuszenia, z ciała zmarłego dalej sączyła się substancja, która została uznana za relikwię.
Szybko zaczął rozwijać się kult zakonnika. Do klasztoru w miejscowości Annaja zaczęły przybywać tłumy pielgrzymów z Bliskiego Wschodu. Miały też miejsce liczne uzdrowienia związane z niezwykłą cieczą sączącą się z ciała zmarłego.
W 1926 roku Kościół maronicki rozpoczął starania w Rzymie o uznanie Szarbela Makhloufa błogosławionym Kościoła katolickiego. W 1927 roku mumia zakonnika została drobiazgowo zbadana przez komisję kościelną, na której czele stali dwaj lekarze z Francuskiego Instytutu Medycyny w Bejrucie. Następnie złożono ją do nowej metalowej trumny, którą zamurowano w grobowcu w niszy kaplicy.
W 1950 roku miało miejsce kolejne niezwykłe zjawisko związane z ojcem Szarbelem Makhloufem. Pielgrzymi odkryli bowiem, że z kamiennego grobowca znowu zaczęła sączyć się lepka ciecz, z którą spotkali się świadkowie ekshumacji zwłok sprzed kilkudziesięciu lat. 22 kwietnia 1950 roku komisja kościelna otworzyła trumnę i odkryła, że ciało ojca Szarbela jest w doskonałym stanie, zachowało elastyczność i temperaturę ciała osoby żyjącej. Znaleziono także dobrze zachowany humerał, na którym odciśnięta była twarz zmarłego.
Na stronach internetowych Tradycji Katolickiej znajduje się informacja, że ojciec Joseph Mahfouz (postulator), potwierdził, że w 1965 r. ciało ojca Szarbela nadal było nienaruszone. W 1976 roku postulator ponownie był świadkiem otwarcia grobu; tym razem ciało było całkowicie rozłożone; pozostał tylko szkielet.

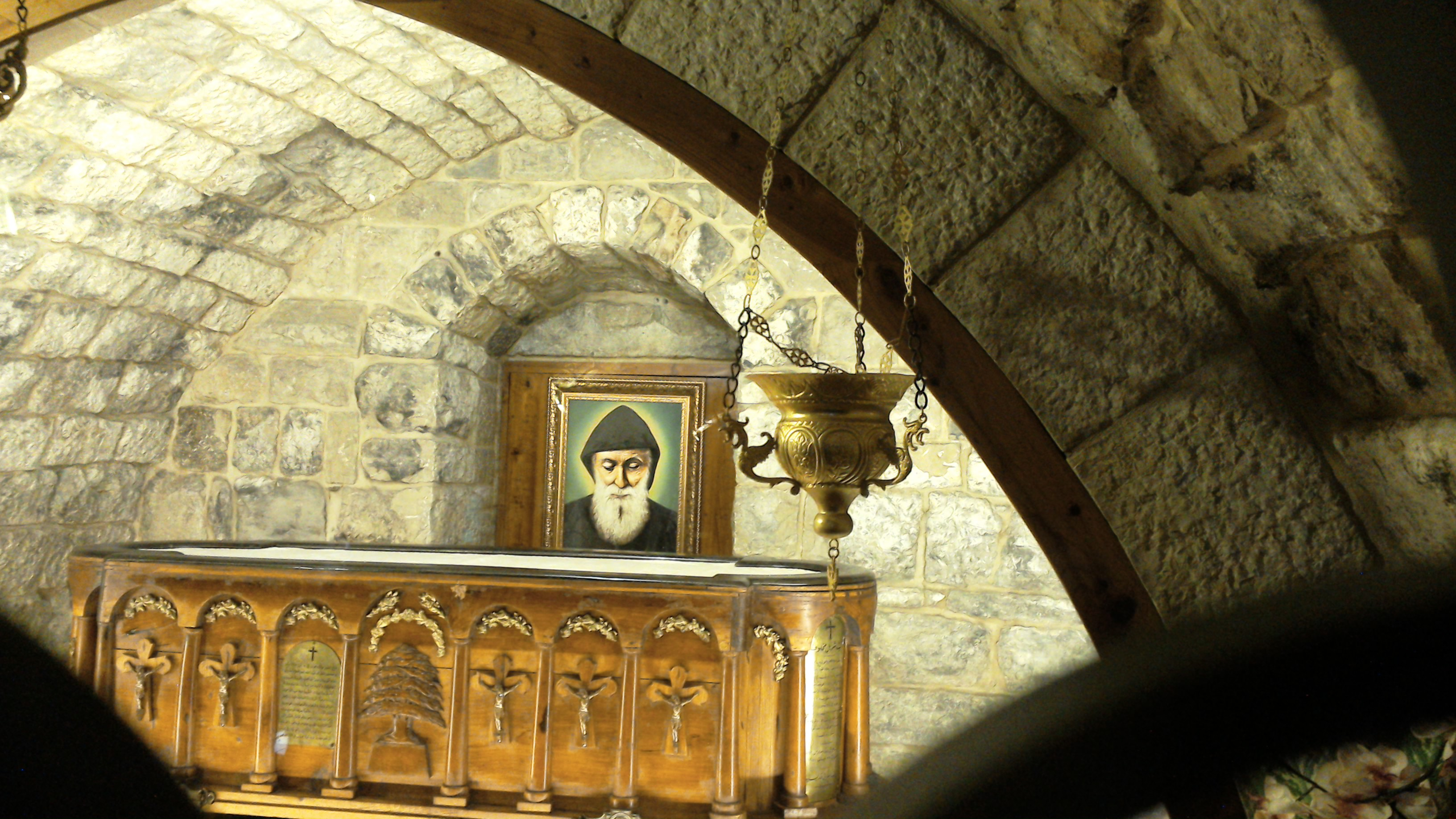
Grób świętego Charbela Makhloufa w Annaja.

### Beatyfikacja
5 grudnia 1965 roku, na zakończenie Soboru Watykańskiego II papież Paweł VI ogłosił ojca Szarbela Makhloufa błogosławionym. Po tym czasie ponownie zamknięto grobowiec zakonnika.

### Kanonizacja
9 października 1977 roku w Watykanie papież Paweł VI kanonizował ojca Szarbela. Do dziś grób świętego w Annaji jest celem licznych pielgrzymek z całego świata.

### Relikwie
W 2014 roku ks. Paweł Kubani sprowadził relikwie świętego do kościoła Świętego Krzyża w Krakowie. Nabożeństwo ku czci św. Szarbela odbywa się w tej świątyni 30. dnia każdego miesiąca. Rozpoczyna się ono o 16:30 modlitwą próśb i podziękowań, następnie o 17:30 odmawiany jest różaniec, a o godzinie 18:00 – msza św.
23 lipca 2017 roku pielgrzymi z Libanu podczas uroczystej mszy św. przekazali do łagiewnickiego sanktuarium św. Jana Pawła II w Krakowie relikwie I stopnia św. Szarbela – XIX-wiecznego pustelnika i uzdrowiciela. Tym samym na terenie Krakowa wierni w dwóch świątyniach mogą modlić się i prosić tajemniczego mnicha o łaski dla siebie i bliskich. W sanktuarium św. Jana Pawła II msza św. wotywna i nabożeństwo ku czci świętego odbywają się 28. dnia każdego miesiąca o godzinie 17:00.
Od 10 października 2019 roku ośrodkiem kultu Świętego Szarbela w Polsce jest również Bazylika Matki Boskiej Bolesnej w Limanowej, gdzie w każdy II. czwartek miesiąca ma miejsce nabożeństwo za przyczyną Świętego, a także namaszczanie olejem. Nabożeństwo rozpoczyna się o godzinie 17:00 różańcem i odczytaniem próśb, a o godzinie 18:00 celebrowana jest Msza Święta. Sanktuarium w Limanowej posiada relikwie I stopnia Świętego Szarbela, a także Świętej Rafki z Libanu.
W 2021 roku relikwia Świętego Szarbela została sprowadzona do kościoła św. Karola Boromeusza w Warszawie.
3 lipca 2024 roku relikwie Świętego Ojca Szarbela zostały sprowadzone do kościoła kościoła pw. Matki Bożej Bolesnej w Kędzierzynie-Koźlu, a 28 dnia każdego miesiąca odbywają się nabożeństwa ku czci świętego. 

## Obecność w kulturze
W 2009 powstał libański film fabularny Święty Charbel (reż. Nabil Lebbos) o życiu świętego. W 2012 ksiądz Jarosław Cielecki nakręcił film pt. Liban, Ziemia Świętych, traktujący o libańskich świętych, również o św. Szarbelu.

## Pisownia imienia
W listopadzie 2017 roku Komisja KEP ds. Kultu Bożego i Dyscypliny Sakramentów, po zasięgnięciu opinii arabistów, prof. dr. hab. Michaela Abdalli i dr. Bartłomieja Grysy, i Zespołu Języka Religijnego Rady Języka Polskiego PAN, podjęło decyzję, by imię świętego było zapisywane w formie „Szarbel” w miejsce dotychczas najczęściej stosowanego „Charbel”. „W różnych językach transkrypcja tego imienia jest uzależniona od własnych norm: łacina – Sarbelius, francuski – Charbel, angielski – Sharbel, niemiecki – Scharbel, czeski – Šarbel. Nie ma więc powodu, aby w Polsce to imię było zapisywane według francuskiej ortografii”.

## Literatura
- Bogusław Kwiatkowski: Mumie. Władcy, święci, tyrani. Warszawa 2005. ISBN 83-207-1774-4.
- Grzegorz Wojciechowski: Święty Charbel. Pustelnik z Libanu. Lublin 2007. ISBN 978-83-89659-95-8.